# Angelica Bella
Angelica Bella (Tiszalök, Hungría; 15 de febrero de 1968 - Nyíregyháza, Hungría; 7 de mayo de 2021) fue una actriz pornográfica y modelo erótica húngara.

## Biografía
Fue descubierta en febrero de 1990 por el fotógrafo Pierre Woodman durante un casting en Budapest. No obstante no supera los filtros pertinentes, por medidas, y no continúa en siguientes. Meses más tarde, en 1991, Nils Molitor decidió producir dos películas de dos series vendidas a bajo precio por Majfilm, estudio de cine húngaro. Pide a una agencia local que encuentre a una joven rubia o morena para sus películas. Se presentan una docena, entre ellas Bella, quien consigue su primer papel como actriz pornográfica, bajo el seudónimo de Katy Kay, en Le tireur est en prison. Debutaba entonces con 21 años.
En los meses siguientes, Bella apareció en seis películas producidas en Alemania. Su reputación se extiende y llega a oídos del cineasta alemán Josef Baumberger, quien la contrata para grabar Les secrets de Mozart.
Como actriz, ha trabajado principalmente con productoras italianas, destacando DBM Video, Bella Video, Mario Salieri, Heatwave, Metro, FM Video, Herzog, Grand'Idea, Sin City, Anabolic, Pleasure, Leisure Time o Private, entre otras.
Posteriormente, el cineasta italiano Mario Salieri se fijaría en Angelica Bella para realizar diversos papeles en sus películas pornográficas. Bella llegó a firmar un contrato en exclusiva con Técnica Cinenatografica, pasando su tiempo entre Budapest y Roma. Con la ayuda del actor Christoph Clark, se trató de potenciar su imagen personal en Italia, buscando que fuese la sucesora natural de la entonces actriz Cicciolina.
Tras conquistar el mercado europeo, decide probar suerte en Estados Unidos. No lo aprovechó mucho e hizo su debut en 1992 con The Anal-Europe Series 1 y 2, que probablemente será su video más famoso, así como The Fisherman's Wife, filmado en Miami ese mismo año. En Estados Unidos llegaría a grabar con actores como Joey Silvera y Tom Byron.
En 1993, ganó el premio que entregaba los Hot d'Or a la Mejor actriz europea por La femme du pêcheur.
Tras el fracaso estadounidense, la actriz tomó el camino a Europa desde sus inicios y continuó rodando películas pornográficas para varios estudios italianos y alemanes. Cuando Cicciolina se retiró en 1992 y Moana Pozzi murió en 1994, Bella descubrió que no solo era la actriz pornográfica más popular de Italia, también una de las diez mejores actrices de este tipo en Europa.
Se retiró en 2006, habiendo aparecido en un total de 78 películas como actriz.
Falleció en mayo de 2021, a los 53 años de edad.

## Premios y nominaciones
| Año  | Ceremonia | Resultado | Premio               | Trabajo             |
| ---- | --------- | --------- | -------------------- | ------------------- |
| 1993 | Hot d'Or  | Ganadora  | Mejor actriz europea | La femme du pêcheur |